# Margit Papp
Margit Papp-Dervalits, madžarska atletinja, * 30. april 1948, Szamossályi, Madžarska.
Nastopila je na poletnih olimpijskih igrah v letih 1972, 1976 in 1980, ko je osvojila peto mesto v peteroboju, leta 1976 pa osmo. Na evropskih prvenstvih je osvojila naslov prvakinje leta 1978.